# Pisari (Bośnia i Hercegowina)
Pisari (cyr. Писари) – wieś w Bośni i Hercegowinie, w Republice Serbskiej, w gminie Šamac. W 2013 roku liczyła 436 mieszkańców.